# Amel
Amel (franceză Amblève) este o comună germanofonă din regiunea Valonia din Belgia. Comuna este formată din localitățile Amel, Meyerode, Heppenbach, Möderscheid, Schoppen și Medell. Suprafața totală este de 125,15 km². La 1 ianuarie 2008 comuna avea o populație totală de 5.345 locuitori. 